# Cyclospora cayetanensis
Cyclospora cayetanensis é um protozoário parasita humano, pertencente ao filo Apicomplexa. Casos de ciclosporose humana já foram descritos na América do Norte, Central, e Sul, Caribe, África, Bangladesh, Sudeste da Ásia, Austrália, Inglaterra e Leste Europeu. Seres humanos parecem ser os únicos hospedeiros de Cyclospora cayetanensis.

## Sinais clínicos
O inicio dos sinais de contaminação é abrupto na maioria dos casos. Parecem os sintomas da criptosporodiose, onde se incluem diarreia aquosa, cólicas abdominais, anorexia e náusea severa.

## Tratamento
No tratamento utiliza-se trimetoprim-sulfametazole.